# The Beary Family
A Família Urso (The Beary Family ou também The Beary's Family Album, no original) foi uma série de desenhos animados produzido por Walter Lantz e transmitido durante o Show do Pica-Pau. Trata-se da história de quatro ursos: Charlie (o pai; na dublagem chamado de Ursolão), Bessie (a mãe; na dublagem chamada de Úrsula), Suzy (a filha mais nova), Junior (o filho mais velho; na dublagem chamado de Ursolino), e o animal de estimação, um ganso chamado Goose.
Depois de alguns episódios, Suzy e Goose somem.
Foram feitos 28 episódios da Família Urso, o desenho começou a ser produzido em 1962 e terminou em 1972, ano em que se encerrou a produção do Pica-Pau e dos outros desenhos da Walter Lantz Productions.
Na maioria dos episódios, Ursolão sempre quer bancar o trabalhador doméstico em nome da economia (como por exemplo, ele próprio construir uma porta automática para a garagem ao invés de gastar dinheiro comprando uma), deixando a esposa desesperada. O resultado é que, muito desastrado, Ursolão faz tanta besteira que o prejuízo acaba sendo maior do que a suposta economia.

## Características
- Charlie/Ursolão: É o "grande faz-tudo", porém suas trapalhadas dão mais prejuízo que economia.
- Bessie/Úrsula: Mal-humorada e agressiva, em todo episódio ela bate em Ursolão (Charlie). Em cada episódio, sua aparência era redesenhada: nos primeiros episódios, possuía uma aparência mais jovem; já nos últimos episódios ela ficou velha e rabugenta como se a personagem estivesse envelhecendo. Fica irritada quando o marido resolve economizar, fazendo ele mesmo o trabalho, e no final castiga-o depois do fracasso.
- Suzy: Dengosa, é a mais nova da família. Ela nunca apareceu nos outros episódios de 1966 a 1972.
- Junior/Ursolino: O filho adolescente e desligado, ajuda a complicar mais ainda seu pai nos trabalhos domésticos.
- Goose: O ganso de estimação da família.
- O Patrão da empresa do Ursolão: É o chefe mal-humorado da empresa do Ursolão (Charlie). Apareceu em um episódio quando ele pediu ao Ursolão (Charlie) que cuidasse de seu cãozinho. Depois apareceu no último episódio quando Ursolão (Charlie) tenta levá-lo para jantar, mas os dois degraus foram pintados de branco onde estava escrito "Tinta Fresca" quando Ursolino (Jr.) pintou, então faz o seu chefe entrar pela janela e Ursolino joga o prato na cara dele e Ursolão entra primeiro e Úrsula joga o prato na cara do seu próprio marido e traz o chefe para dentro, o chefe tenta sair de fininho para fora da janela, Ursolino tenta sufocar ele e Ursolão o impede. Depois, Ursolão leva seu chefe à mesa. Ursolão tenta cortar o peru assado, mas a faca escorregou em direção a cadeira, mas como o peru é muito duro de roer, ele tenta de novo, mas o peru escorregou sem querer no degrau pintado e ficou sujo de tinta, depois ele pega a faca elétrica para tentar cortá-lo, mas ele sem querer fez a faca elétrica sendo perigosa e viva serrando o prato, a roupa do chefe, as coisas e a mesa e depois parou. O chefe fica furioso com Ursolão e pega o seu chapéu cheio de tinta branca e vai embora, mesmo assim, o chefe resolve demitir Ursolão e o obriga a tirar um dia de folga amanhã, Úrsula bate no Ursolão o fazendo chorar no final.
- Mãe de Úrsula: mãe de Úrsula, avó de Ursolino e Ursolina e sogra de Ursolão. Está sempre irritando e criticando o genro.

## Vozes

### EUA
- Charlie / Ursolão: Paul Frees (1962–1972) / Daws Butler (1965; ep. 6)
- Junior / Ursolino: Paul Frees (1962–1972) / Daws Butler (1965; ep. 6)
- Bessie / Úrsula: Grace Stafford (1962-1972)
- Suzy: Nancy Wible (1962; ep. 1) / Grace Stafford (1964-1965)
- Goose: Paul Frees (1962–1965)

### Brasil
- Charlie / Ursolão: Borges de Barros (ep. 1–3, 5) / Jorge Barcellos (ep. 4) / Francisco Borges (eps. 6–12) / Válter Santos (eps. 13–28)
- Bessie / Úrsula: Beatriz Facker (eps. 1–5) / Dolores Machado (eps. 6-12) / Luci Guimarães (eps. 13–28)
- Junior / Ursolino: Olney Cazarré (ep. 1) / Marcelo Gastaldi (eps. 6–12) / Anibal Munhoz (eps. 13–28)
- Suzy: Maralisi Tartarini (ep. 1) / Dubladora não identificada (eps. 6–7, 9)
- Goose: Sem dublagem

Estúdio: AIC, São Paulo (eps. 1–5) / BKS, São Paulo (1977/78) (eps. 6–12) / BKS, São Paulo (1984/85) (eps. 13–28)

## Lista de curtas metragens
Esta é uma lista de curta-metragens da série A Família Urso. Foram feitos 28 episódios entre 1962 e 1972, ano em que encerraram as produções dos desenhos de Walter Lantz. 
| Ano  | #   | #T | Título em português              | Título original         |
| ---- | --- | -- | -------------------------------- | ----------------------- |
| 1962 | 001 | 1  | Jantar de Aniversário            | Fowled-up Birthday      |
| 1962 | 002 | 2  | Serviço Caseiro                  | Mother's Little Helper  |
| 1963 | 003 | 3  | A Sogra de Charlie               | Charlie's Mother-in-Law |
| 1963 | 004 | 4  | Um Ganso Choco                   | Goose in the Rough      |
| 1963 | 005 | 5  | Os Ovos de Ouro                  | Goose is Wild           |
| 1964 | 006 | 6  | Hip Hip Hurra                    | Rah Rah Ruckus          |
| 1964 | 007 | 7  | O Desastrado no Telhado          | Roof Top Razzle-Dazzle  |
| 1965 | 008 | 8  | Mas Que Hóspede                  | Guest Who?              |
| 1965 | 009 | 9  | Davi-Grilo                       | Davey Cricket           |
| 1966 | 010 | 10 | O Veterano                       | Foot Brawl              |
| 1967 | 011 | 11 | Janelas Limpas                   | Window Pains            |
| 1967 | 012 | 12 | O Caçador de Ratos               | Mouse in the House      |
| 1968 | 013 | 13 | Quê Que Há Com Seu Peru?         | Jerky Turkey            |
| 1968 | 014 | 14 | Nunca Desperdice Um Dia de Sol   | Paste Makes Waste       |
| 1968 | 015 | 15 | Assim Não Há Carpete Que Aguente | Bugged in a Rug         |
| 1969 | 016 | 16 | Omar Mota, a Marmota             | Gopher Broke            |
| 1969 | 017 | 17 | Ursolão Vai Acampar              | Charlie's Campout       |
| 1969 | 018 | 18 | Fica Frio, Ursolão               | Cool It Charlie         |
| 1970 | 019 | 19 | Água Quente Pro Ursolão          | Charlie in Hot Water    |
| 1970 | 020 | 20 | O Golfe Clássico de Ursulão      | Charlie's Golf Classic  |
| 1970 | 021 | 21 | Ursolão, o Trapalhão             | The Unhandy Man         |
| 1971 | 022 | 22 | Ursolão, o Manda-Chuva           | Charlie the Rainmaker   |
| 1971 | 023 | 23 | Construtor Trapalhão             | The Bungling Builder    |
| 1971 | 024 | 24 | O Cãozinho do Patrão             | Moochin' Pooch          |
| 1972 | 025 | 25 | Ursolão Sabe Fazer               | Let Charlie Do It       |
| 1972 | 026 | 26 | Peixinhos e Ursões               | A Fish Story            |
| 1972 | 027 | 27 | Vá Embora, Chuva                 | Rain, Rain, Go Away     |
| 1972 | 028 | 28 | Um Dia Azarado                   | Unlucky Potluck         |